# Опунция индийская
Опунция индийская, также опунция инжирная (лат. Opuntia ficus-indica) — вид растений рода Опунция семейства Кактусовые, часто культивируемое ради съедобных плодов.
Общеупотребительные названия — индейская смоква, индейская фига, индийская фига, колючая груша, в Сирии, Палестине  и Израиле — цабар или сабра.
Таксон имеет собственный индекс в универсальной десятичной классификации — 634.775.4.

## Описание

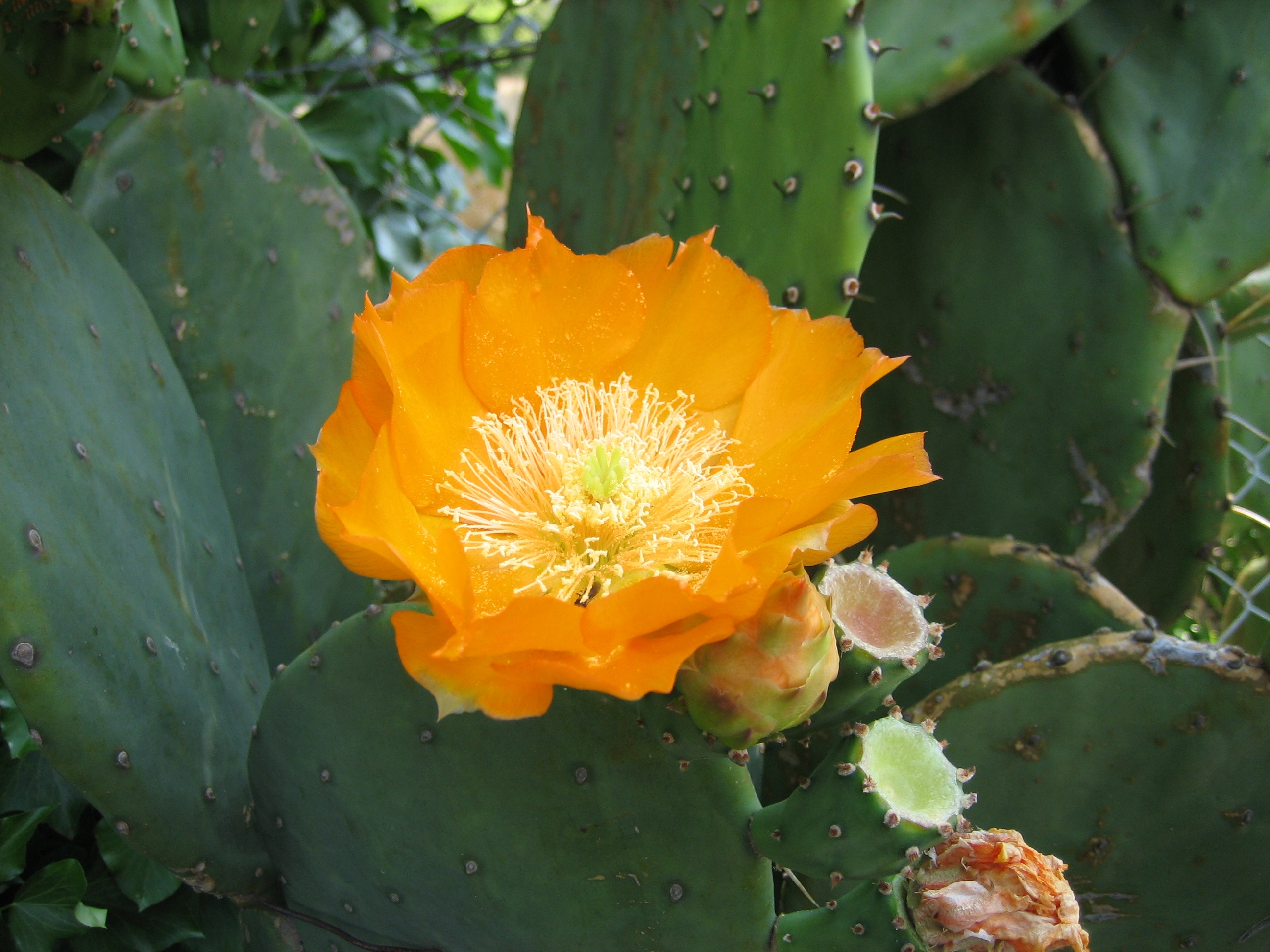
Цветок опунции индийской. Коринальдо (Италия)

Многолетний кустарник. У растения имеются уплощённые суккулентные стебли овальной формы, покрытые колючками. Стебли ветвятся, образуя куст высотой до 2—4 м. Имеет водоотталкивающий и солнцезащитный восковой эпидермис. Листья цилиндрические, напоминают колючки, зеленого цвета, имеются только на молодых растущих побегах, быстро опадают.
Цветки образуются в верхней части стеблей. Растения цветут тремя разными цветами: белым, желтым и красным. Цветы впервые появляются в начале мая до начала лета в Северном полушарии, а плоды созревают с августа по октябрь. 
Плод жёлтого, зелёного или красного цвета, грушевидной формы, 5—7,5 см длиной, покрыт колючками. Внутри плода содержится беловатая полупрозрачная мякоть, сладкого вкуса, с довольно крупными семенами.

## Распространение
Родина опунции — Мексика. В настоящее время культивируется также в странах Средиземноморья, в Бразилии, в Чили, в Индии, в Египте, в Эфиопии, в Эритрее и на Мадагаскаре. На Южном Берегу Крыма встречается повсеместно небольшими группами в одичавшем состоянии.

## Использование

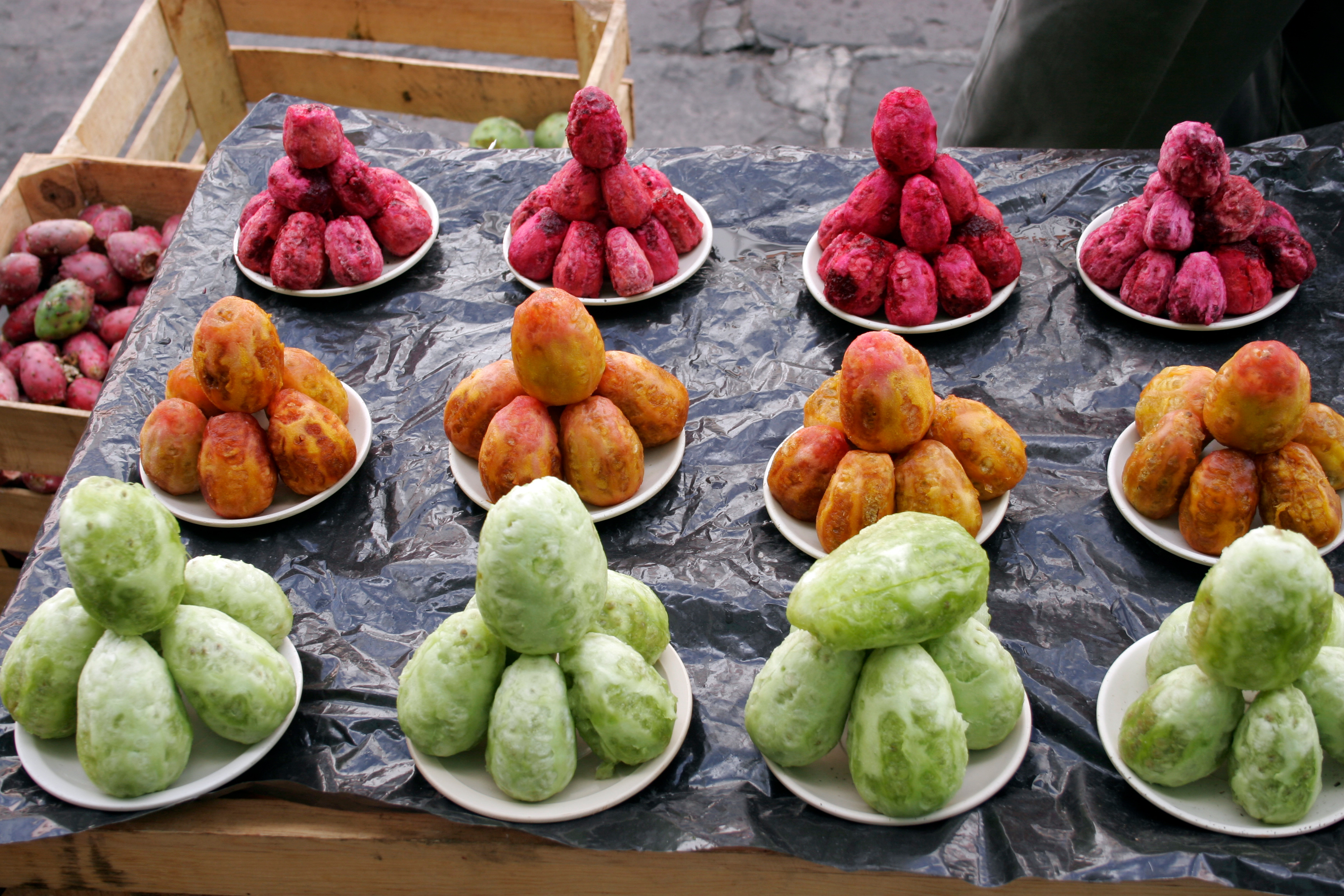
Плоды различных сортов опунции индийской на рынке в Мексике

Плоды опунции после очистки от колючек употребляются в пищу, как в свежем, так и в переработанном виде. Из них изготавливается джем. В Мексике используют как зрелые плоды (обычно их сушат), так и незрелые — их или варят, или сушат (в сушёном виде незрелые плоды используют как приправу к мясу). Также их применяют при изготовлении традиционного слабоалкогольного напитка тепаче.
В Мексике мясистые стебли этого кактуса используют в пищу как овощ. В Северной Африке пластинки молодых стеблей едят в варёном и печёном виде, а также используют на корм скоту.
С помощью этого вида опунции создают живые изгороди.
Экстракт стебля используется в качестве липолитика.
Есть данные о том, что экстракт опунции снижает выраженность похмельного синдрома.